# Li Gonglin
Li Gonglin (En chino simplificado:李公麟; chino tradicional: 李公麟; pinyin: Li Gonglin) nació en el año 1049 d. C. en la ciudad de Tongchen (Provincia de Anhui). Su fecha de fallecimiento fue en el año 1106 d. C. Era funcionario letrado y se dice que tenía una estrecha relación con Su Shi (1036-1101), este pintor quería ser descendiente de la dinastía Tang y por ello su estrecha relación con el pintor y calígrafo sichuanes. Paso a sus 21 años el examen oficial con facilidad, por ello se le preveía un brillante futuro. En lo que respecta a su retiro en política, se sabe que se retiró en las montañas de Longmian (Dragón durmiente / 龍眠居士) y de ahí en adelante ya con 40 años, prefirió cargos intermedios para establecerse en la capital, al no tener grandes responsabilidades pudo ocuparse de la pintura.

## Estilo
Entre sus pinturas, las más destacadas son las de retratos, destacando las imágenes budistas y taoístas. En sus obras aparecen expuestas aquellas personas con las que tuvo cierto acercamiento, siendo esto algo inusual a su tiempo. Su función fue realizar copias de dinastías anteriores, por lo que se puede deducir su gran minuciosidad para la pintura, a lo que hay que sumar su añadido a las enseñanzas del momento en dichos cuadros. El pintor podía estar varios días observando los trazados de los cuadros para poder obtener el mayor detalle posible de las pinturas. Por lo que respecta a la línea, se inspira en Wu Daozi (701-792), lo que hace darle más dinamismo a las pinturas pero no por ello no se queda en lo externo sino que deja reflejado su compromiso con la fuerza latente de las obras.
En su época, los cuadros estaban hechos para ser contemplados, por lo que de estos disfrutaba de un amplio abanico de gente entre los que se encontraba el emperador. Mostrar su vida, en su jardín junto con sus amigos, esto podía llegar a considerarse una salida de tono a la que no estaban acostumbradas las personas de esta dinastía, por lo que gracias a esta innovación llegó a un número ilimitado de seguidores. Así dejaron de expresar su aislamiento debido a las invasiones que sufrirían. Este autor será inspiración en dinastías como la Ming y la Qing, dando así a futuras obras de otras épocas al arte revelado; mostrando así la privacidad y vida de su alrededor.
El llegar a un estilo tan personalista puede ser por su añoranza de la gran ciudad, debido a su actividad y sus intrigas palaciegas, aunque su identidad puede ser debido más a su pensamiento del retiro político que al momento político del que vive y es partícipe.

## Trabajo
Trabajó como funcionario letrado desde que superó el examen a los 21 años de edad. Su trabajó fue copiar cuadros de dinastías como los Sui y Han, por lo que su trabajó fue minucioso y detallista. Con el paso de los años irá cogiendo puestos inferiores en la capital para de alguna forma centrarse en sus pinturas y su estilo de dibujo. Lo que lo llevará a puestos de poca relevancia. Esto hizo que se ganase enemigos entre ellos Su Shi (1036-1101) quien en principio fue un amigo cercano de Li Gonglin.

## Galería

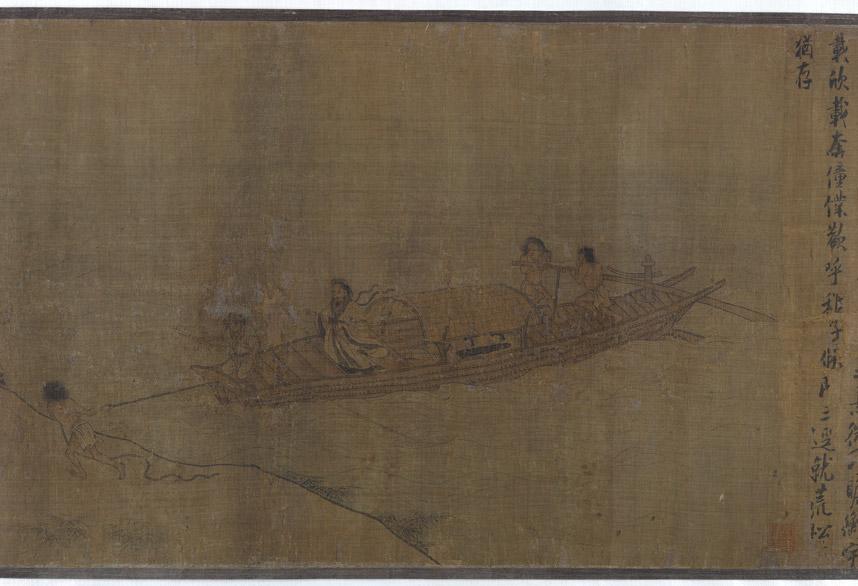
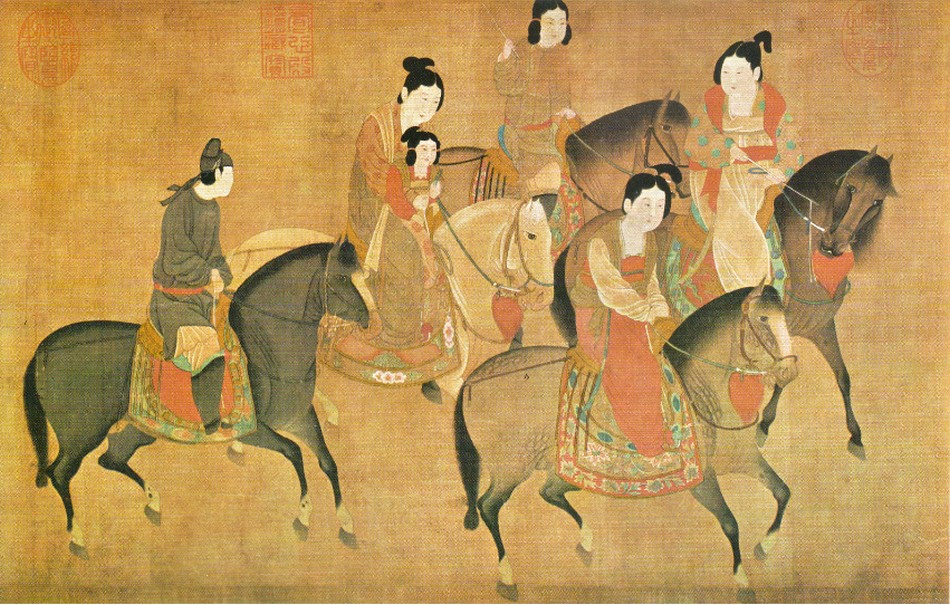